# مرنپتاح

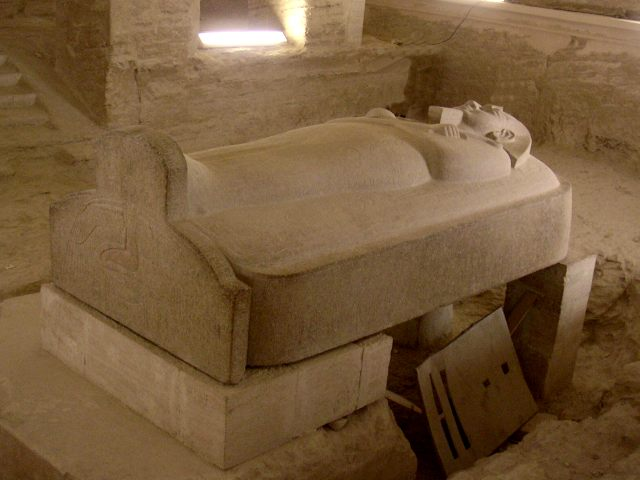
تابوت سنگی مرنپتاه

مِرنِپتاح (پادشاهی: ژوئیه یا اوت ۱۲۱۳ - ۲ مه ۱۲۰۳) فرعون مصر باستان از دودمان نوزدهم بود.
او سیزدهمین پسر رامسس دوم بود و از آنجا که همه برادران بزرگترش مرده بودند وی به پادشاهی مصر باستان رسید. او با نام بااِن‌ره‌مِری‌نِتجِرو Ba-en-re Mery-netjeru(به معنای: روح مورد مهر خدایان است) بر تخت نشست.
او با خواهرش «ملکه ایسنوفرت» پیمان زناشویی بست. او شاید زناشویی دیگری هم انجام داده باشد. گمان می‌شود که «ستی دوم» فرزند او از ایزتنوفرت بوده‌باشد.
مرنپتاح در زمان پادشاهی‌اش چندین لشکرکشی انجام داد که یکی از آن‌ها جنگ با لیبی بود. لیبیایی‌ها به دشمنان دریایی مصر که از غرب به این سرزمین می‌تاختند یاری‌رسانده بودند. او همچنین لشکرکشی به کنعان داشته‌است.

## مرگ
او در سن هفتاد و چند سالگی به مرگ طبیعی می‌میرد.موریس بوکای در کتاب «مقایسه‌ای میان تورات، انجیل، قرآن و علم»، مرنپتاح را فرعون زمان خروج می‌داند و بیان می‌دارد که در مطالعات صورت گرفته بر روی مومیایی مرنپتاح، آثاری از باقی ماندن طولانی مدت جسد در آب مشاهده نشده است و این مشاهده با بیان قرآن در خصوص نجات سریع جسد فرعون از آب تطابق دارد. در روایت کتاب مقدس غرق شدن فرعون ذکر شده است اما از سرنوشت وی سخنی به میان نیامده است و بنابراین، روایت قرآنی را می‌توان کامل کننده روایت توراتی دانست.